# Lili Taylor
Pour les articles homonymes, voir Taylor.
Lili Taylor, née le 20 février 1967 à Glencoe (Illinois), est une actrice américaine.

## Biographie
Cette section ne s'appuie pas, ou pas assez, sur des sources secondaires ou tertiaires indépendantes du sujet. Le texte peut contenir des analyses inexactes ou inédites de sources primaires.
Pour l'améliorer, ajoutez-en, ou placez des modèles {{Source secondaire souhaitée}} ou {{Source secondaire nécessaire}} sur les passages mal sourcés. (juin 2024)
Lili Taylor est la cinquième de six enfants, sa mère Marie travaille comme babysitter, et Park, son père, musicien de folk, travaille comme vendeur[source insuffisante].
Elle était bonne élève au lycée New Trier High School (en) (Winnetka) et à l'université DePaul.
Elle a fait de nombreux films indépendants. Elle a travaillé comme actrice pour la télévision et le théâtre. L'un de ses premiers rôles au cinéma est dans Mystic Pizza (1988) aux côtés de Julia Roberts. On peut la voir ensuite dans Dogfight, en 1991, tourné par Nancy Savoca. Elle y joue une jeune femme attrayante qui est impliquée dans un concours cruel par un Marine (joué par River Phoenix). Elle joue également dans le film Arizona Dream (1993), avec Johnny Depp. En 1996, elle est dans La rançon, de Ron Howard, avec Mel Gibson, où elle joue l'un des kidnappeurs. En 1999, elle est dans le film Hantise, aux côtés de Catherine Zeta-Jones.
Elle remporte le prix de la meilleure actrice lors du Festival international du film de Copenhague pour le film Factotum (dont elle partage l'affiche avec Matt Dillon) en 2005 et joue également dans les films Public Enemies (2009) et L'Élite de Brooklyn (2010).
À la télévision, Lili Taylor est notamment connue pour le rôle de Lisa dans la série Six Feet Under (2002-2005).

## Filmographie

### Cinéma

#### Années 1980
- 1988 : La Vie en plus de John Hugues : Girl at Medical Lab
- 1988 : Mystic Pizza de Donald Petrie : Jojo
- 1989 : Un monde pour nous de Cameron Crowe : Corey Flood
- 1989 : Né un 4 juillet d'Oliver Stone : Jamie Wilson / Georgia

#### Années 1990
- 1990 : Bright Angel de Michael Fields : Lucy
- 1991 : Dogfight de Nancy Savoca : Rose
- 1993 : Arizona Dream d'Emir Kusturica : Grace Stalker
- 1993 : Watch It (en) de Tom Flynn : Brenda
- 1993 : Household Saints (en) de Nancy Savoca : Teresa Carmela Santangelo
- 1993 : Rudy de David Anspaugh : Sherry
- 1993 : Short Cuts de Robert Altman : Honey Bush
- 1994 : Touch Base (court-métrage) : Darcy Winningham
- 1994 : Mrs Parker et le Cercle vicieux d'Alan Rudolph : Edna Ferber
- 1994 : Prêt-à-porter de Robert Altman : Fiona Ulrich
- 1995 : Cold Fever de Friðrik Þór Friðriksson : Jill
- 1995 : Groom Service (Four Rooms) d'Allison Anders : Raven
- 1995 : The Addiction d'Abel Ferrara : Kathleen Conklin
- 1996 : Plain Pleasures (court-métrage)
- 1996 : I Shot Andy Warhol de Mary Harron : Valene Jean Solanas
- 1996 : Girls Town (en) de Jim McKay : Patti Lucci
- 1996 : Killer, journal d'un assassin (Killer: A Journal of Murder) de Tim Metcalfe : Woman in Speakeasy
- 1996 : Illtown de Nick Gomez : Micky
- 1996 : Des choses que je ne t'ai jamais dites d'Isabel Coixet : Ann
- 1996 : La Rançon de Ron Howard : Maris Conner
- 1997 : Kicked in the Head (en) de Matthew Harrison : Happy
- 1998 : O.K. Garage (en) de Brandon Cole : Rachel
- 1998 : Les Imposteurs de Stanley Tucci : Lilly
- 1998 : Come to de Marian Quinn (court-métrage) : Angela
- 1998 : Pecker de John Waters : Rorey Wheeler
- 1999 : A Slipping-Down Life (en) de Toni Kalem : Evie Decker
- 1999 : Hantise de Jan de Bont : Nell

#### Années 2000
- 2000 : High Fidelity de Stephen Frears : Sarah Kendrew
- 2001 : Julie Johnson de Bob Gosse : Julie Johnson
- 2001 : Gaudi Afternoon (en) de Susan Seidelman : Ben
- 2003 : Casa de los babys de John Sayles : Leslie
- 2005 : Factotum de Bent Hamer : Jan
- 2005 : The Notorious Bettie Page de Mary Harron : Paula Klaw
- 2007 : Starting Out in the Evening (en) d'Andrew Wagner : Ariel Schiller
- 2007 : Si j’étais toi de Vincent Pérez : Hannah Marris
- 2008 : The Promotion de Steve Conrad : Lori Wehlner
- 2009 : Public Enemies de Michael Mann : Sheriff Lillian Holley

#### Années 2010
- 2010 : L'Élite de Brooklyn d'Antoine Fuqua : Angela
- 2011 : The Pier de Gerard Hurley : Grace Rose
- 2012 : About Cherry de Stephen Elliott : Phyllis
- 2012 : The Specialist (The Courier) de Hany Abu-Assad : Mrs. Capo
- 2012 : Future Weather de Jenny Deller : Ms. Markovi
- 2012 : Monsieur Flynn (Being Flyyn) de Paul Weitz : Joy
- 2013 : Conjuring : Les Dossiers Warren de James Wan : Carolyn Perron
- 2013 : Blood Ties de Guillaume Canet
- 2013 : The Cold Lands (en) de Tom Gilroy : Nicole
- 2015 : Le Labyrinthe : La Terre brûlée de Wes Ball : Mary Cooper
- 2017 : Leatherface d'Alexandre Bustillo et Julien Maury : Verna Sawyer
- 2017 : To the Bone de Marti Noxon : Judy
- 2019 : Eli de Ciarán Foy : dr. Isabella Horn

#### Années 2020
- 2020 : The Evening Hour de Braden King : Ruby Freeman
- 2020 : Paper Spiders d'Inon Shampanier : Dawn
- 2025 : Fear Street: Prom Queen de Matt Palmer
- Prévu pour 2026 :  Lever de soleil sur la moisson de Francis Lawrence : Mags Flanagan

### Télévision
- 1986 : Les Incorruptibles de Chicago (Crime Story) (téléfilm) : Une serveuse
- 1990 : Family of Spies (téléfilm) : Laura Walker
- 1990 : Monsters (série télévisée) : Une femme
- 1997 : Subwaystories: Tales from the Underground (téléfilm) : Belinda
- 1997 - 1998 : Dingue de toi (Mad About You) (série télévisée) : Arley
- 1998 : X-Files (série télévisée) : Marty Glenn (Saison 5, épisode 16 : L'Œil de l'esprit)
- 2000 - 2001 : Enquêtes à la une (série télévisée) : Hildy Baker
- 2001 : Anne Frank: The Whole Story (Téléfilm) : Miep Gies
- 2002 : Live from Baghdad (téléfilm) : Judy Parker
- 2002 - 2005 : Six Feet Under (série télévisée) : Lisa Kimmel Fisher
- 2007 : State of Mind (en) (série télévisée) : Ann Bellowsn M.D.
- 2010 : The Good Wife (série télévisée) : Donna Seabrook
- 2013-2014 : Hemlock Grove (série télévisée) : Lynda Rumancek
- 2013 : Almost Human (série télévisée) : Capitaine Maldonado
- 2015 : Gotham (série télévisée) (série télévisée) : Patti (Saison 1, épisode 2 : Selina Kyle)
- 2015 : American Crime (série télévisée)  Saison 1: Nancy Straumberg (6 épisodes)
- 2015 : New York, unité spéciale : Martha Thornhill (saison 16, épisodes 15 et 23)
- 2016 : American Crime (série télévisée)  Saison 2 : Anne Blaine
- 2017 : American Crime  Saison 3 : Clair Coates

## Distinctions

### Récompenses
- Mostra de Venise 1993 : Lauréate du la Spéciale Coupe Volpi pour Short Cuts (1993) partagée avec Andie MacDowell, Bruce Davison, Jack Lemmon, Zane Cassidy, Julianne Moore, Matthew Modine, Anne Archer, Fred Ward, Jennifer Jason Leigh, Chris Penn, Joseph C. Hopkins, Josette Maccario, Robert Downey Jr., Madeleine Stowe, Tim Robbins, Cassie Friel, Dustin Friel, Austin Friel, Lily Tomlin, Tom Waits, Frances McDormand, Peter Gallagher, Jarrett Lennon, Annie Ross, Lori Singer, Lyle Lovett, Buck Henry, Huey Lewis et Danny Darst.
- 51e cérémonie des Golden Globes 1994 : Lauréate du Prix Spécial pour Short Cuts partagée avec Andie MacDowell, Bruce Davison, Jack Lemmon, Zane Cassidy, Julianne Moore, Matthew Modine, Anne Archer, Fred Ward, Jennifer Jason Leigh, Chris Penn, Joseph C. Hopkins, Josette Maccario, Robert Downey Jr., Madeleine Stowe, Tim Robbins, Cassie Friel, Dustin Friel, Austin Friel, Lily Tomlin, Tom Waits, Frances McDormand, Peter Gallagher, Jarrett Lennon, Annie Ross, Lori Singer, Lyle Lovett, Buck Henry, Huey Lewis, Danny Darst, Margery Bond, Robert DoQui, Darnell Williams, Michael Beach, Andi Chapman, Deborah Falconer, Susie Cusack, Charles Rocket et Jane Alden.
- 1994 : National Board of Review Awards de la meilleure distribution pour Prêt-à-porter (1994) partagée avec Marcello Mastroianni, Sophia Loren, Jean-Pierre Cassel, Kim Basinger, Chiara Mastroianni, Stephen Rea, Anouk Aimée, Rupert Everett, Rossy de Palma, Tara Leon, Georgianna Robertson, Ute Lemper, Forest Whitaker, Tom Novembre, Richard E. Grant, Anne Canovas, Julia Roberts, Tim Robbins, Lauren Bacall, Lyle Lovett, Tracey Ullman, Sally Kellerman, Linda Hunt, Teri Garr, Danny Aiello, Jean Rochefort et Michel Blanc.
- Cinequest San Jose Film Festival (en) 2002 : Lauréate du Prix Maverick Tribute.
- Provincetown International Film Festival 2006 : Lauréate du Prix de l'excellence en tant qu'actrice.
- 2013 : Fright Meter Awards de la meilleure actrice dans un second rôle pour Conjuring : Les Dossiers Warren (The Conjuring) (2013).
- 2014 : Fangoria Chainsaw Awards de la meilleure actrice dans un second rôle pour Conjuring : Les Dossiers Warren (The Conjuring).
- Festival du film de Boston 2020 : Lauréate du Prix du Festival de la meilleure actrice -pour Paper Spiders (en) (2020).
- Festival du film de Boston, 2020 : Lauréate du Prix du Festival de la meilleure distribution -pour Paper Spiders partagée avec Stefania LaVie Owen, Ian Nelson, Peyton List, Michael Cyril Creighton (en), Max Casella, David Rasche et Tom Papa (en).

### Nominations
- Primetime Emmy Awards 1998 : Meilleure actrice invitée dans une série télévisée dramatique pour X-Files (1998) (Saison 5, épisode 16 : L'Œil de l'esprit).
- 2016 : Online Film & Television Association Awards de la meilleure actrice invitée[source secondaire souhaitée] pour Six Feet Under (2002-2005).
- 54e cérémonie des Primetime Emmy Awards 2002 : Meilleure actrice invitée dans une série télévisée dramatique pour Six Feet Under.
- 7e cérémonie des Critics' Choice Television Awards 2016 : Meilleure actrice dans une mini-série ou un téléfilm pour la saison 2 d'American Crime.
- 2016 : Gold Derby Awards de la meilleure actrice dans une mini-série ou un téléfilm pour la saison 2 d'American Crime.
- 2016 : Online Film & Television Association Awards de la meilleure actrice dans une mini-série ou un téléfilm pour la saison 2 d'American Crime.
- 68e cérémonie des Primetime Emmy Awards 2016 : Meilleure actrice dans une mini-série ou un téléfilm pour la saison 2 d'American Crime.
- 2021 : Gotham Independent Film Awards de la meilleure actrice pour Paper Spiders (en) (2020).

## Voix françaises
| - Brigitte Berges dans : - Six Feet Under (série télévisée) - The Good Wife (série télévisée) - The Specialist - Conjuring : Les Dossiers Warren - New York, unité spéciale (série télévisée) - Anne Dolan dans : - Hemlock Grove (série télévisée) - American Crime (série télévisée) - Eli - Outer Range (série télévisée) - Déborah Perret dans : - Mystic Pizza - Pecker - L'Élite de Brooklyn - Magali Barney dans : - X-Files : Aux frontières du réel (série télévisée) - High Fidelity - Perry Mason (série télévisée) | - Carole Franck dans : - Blood Ties - Gotham (série télévisée) - Isabelle Gardien dans : - Le Labyrinthe : La Terre brûlée - Manhunt (en) (mini-série) Et aussi - Maïk Darah dans Un monde pour nous - Marie-Laure Dougnac dans Arizona Dream - Anneliese Fromont dans Prêt-à-porter - Marjorie Frantz dans La Rançon - Françoise Cadol dans Hantise - Caroline Beaune (*1959 - 2014) dans Almost Human - Dominique Westberg dans Enquêtes à la une (série télévisée) - Zaïra Benbadis dans Public Enemies - Marie-Madeleine Burguet-Le Doze dans To the Bone - Fabienne Loriaux dans Leatherface - Brigitte Aubry dans Chambers (série télévisée) |